# Оппенор, Жиль-Мари
Жиль-Мари́ Оппено́р (фр. Gilles-Marie Oppenord, Oppenordt, 1672—1742) — французский архитектор-декоратор, рисовальщик-орнаменталист и гравёр стилей Регентства и рококо. Сын переселившегося во Францию голландского мастера-мебельщика Жана Оппенора (ок. 1639—1715). Жиль-Мари Оппенор учился у отца и архитектора Жюля Ардуэна-Мансара. Испытал влияние искусства орнаменталистов Жана и Пьера Лепотра. В 1692—1699 годах был в Италии, работал во Французской Академии в Риме.
Когда в 1715 году герцог Филипп Орлеанский стал регентом при малолетнем короле Людовике XV, он поручил Оппенору, как ученику Ардуэна-Мансара, перестройку своих новых апартаментов во дворце Пале-Рояль. В том же году Оппенор назначен директором Королевских мануфактур и интендантом королевских парков. Но более всего Оппенор прославился рисунками орнаментов, мебели. Именно в них, ещё в период Регентства, рождается рокайль, ставший вскоре главным орнаментальным мотивом в искусстве рококо. Рисунки Оппенора отличаются от всех прочих свободной, живописной и непринуждённой «размашистой» манерой до такой степени, что кажутся незаконченными, что необычно для времени, когда более всего ценился «вкус к детали». Рисунки Оппенора, образцы орнаментов, награвированные Габриэлем Юкье, издавали в виде альбомов под названиями «Малый Оппенор» (Petit Oppenord), «Средний Оппенор» (Мoyen Oppenord) и «Большой Оппенор» (Grand Oppenord). Многие рисунки Оппенора хранятся в собрании Государственного Эрмитажа в Санкт-Петербурге.

## Галерея

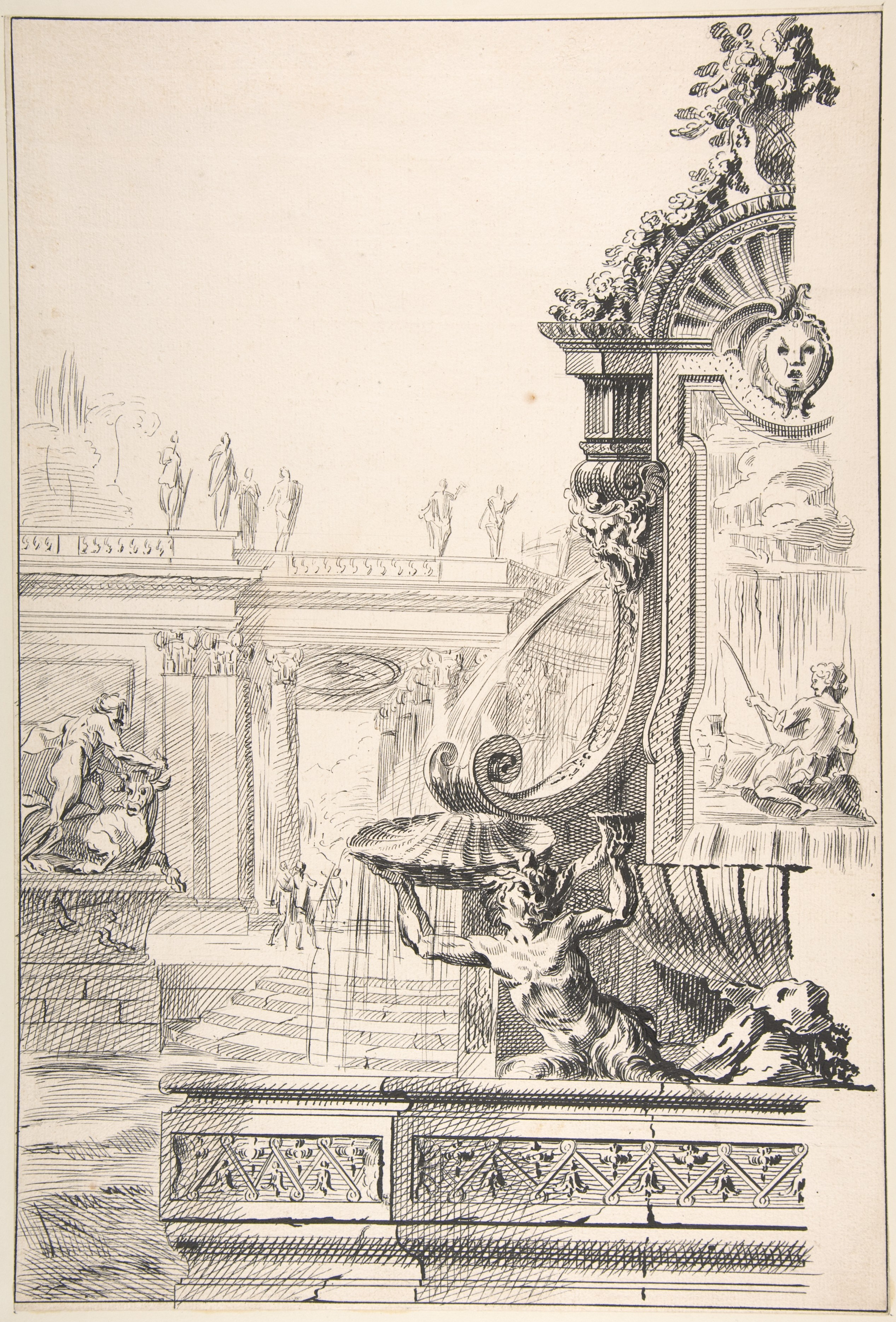
Проект «Садового каприччо». Бумага, карандаш, тушь, перо
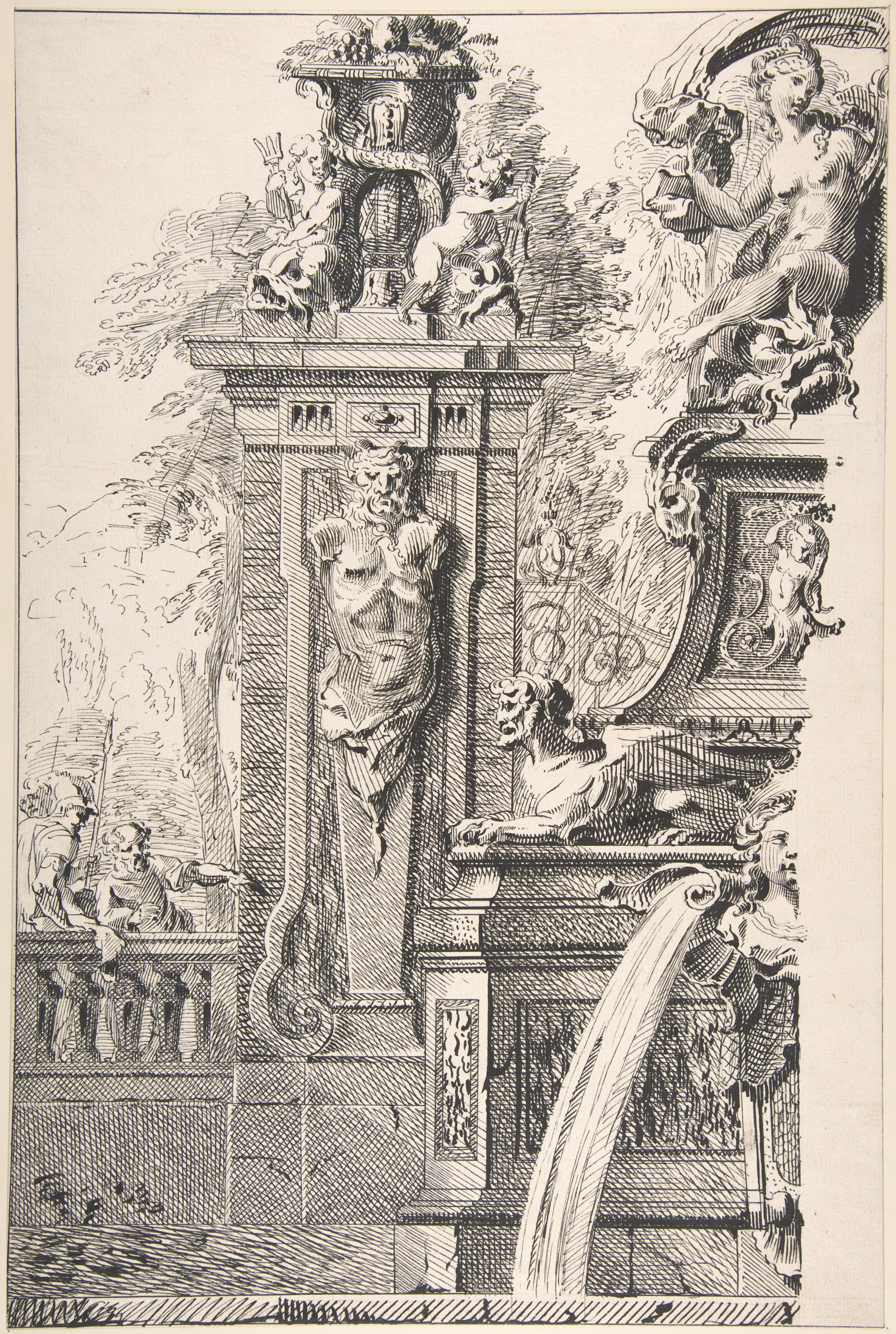
Проект «Садового каприччо». Бумага, карандаш, тушь, перо
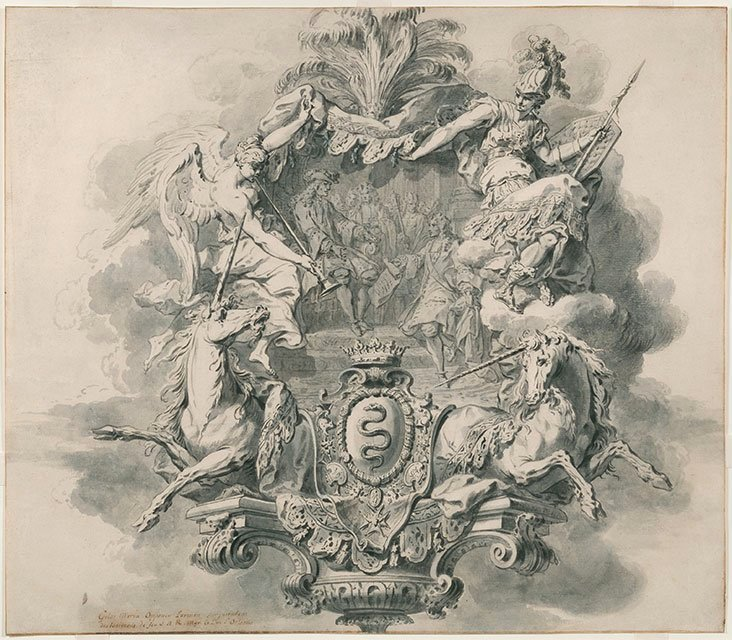
Эскиз титульного листа с гербом маркиза де Торси. Ок. 1725. Бумага, тушь, кисть, перо
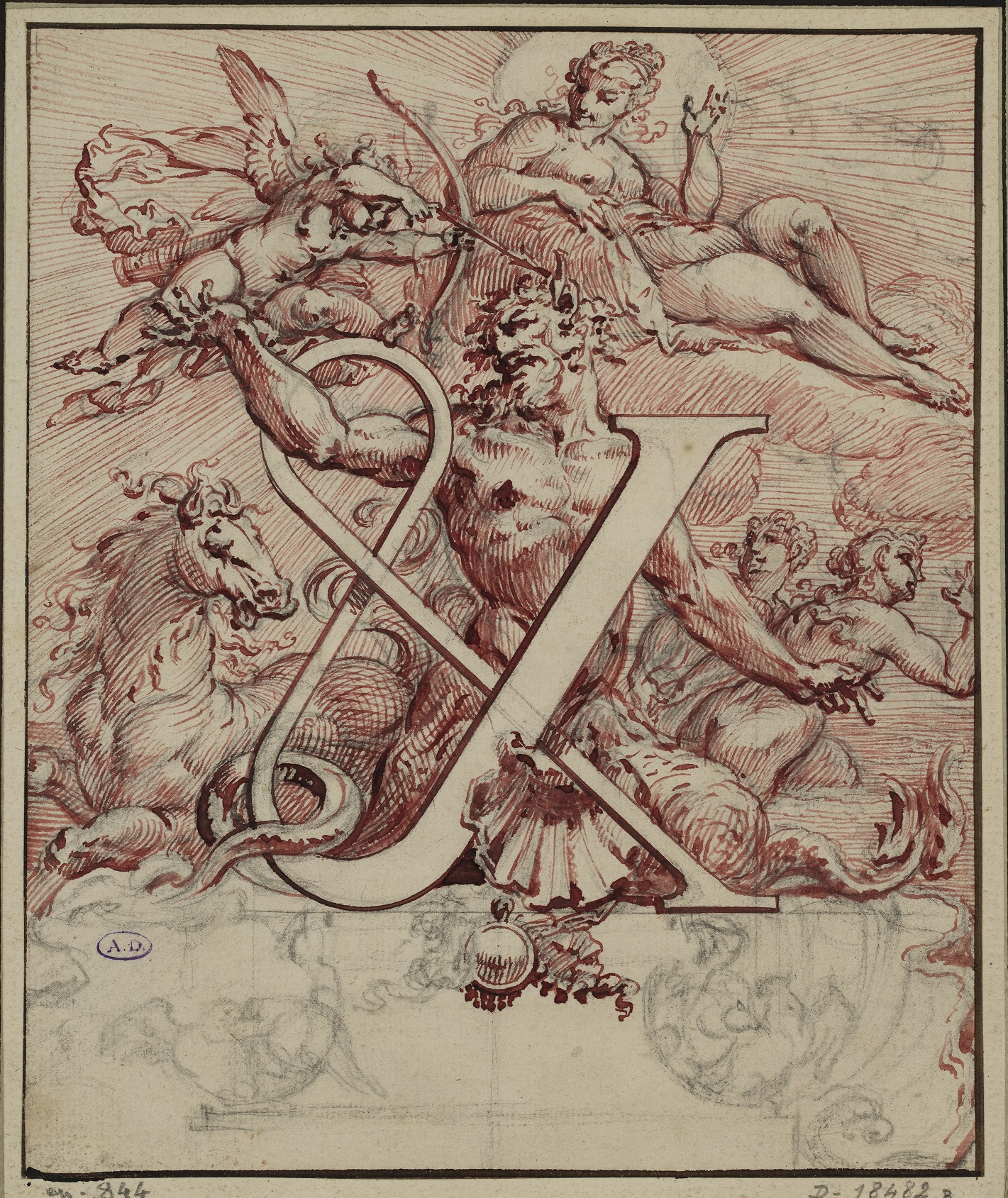
Инициал с тритоном. Бумага, карандаш, чёрный мел, перо и красные чернила
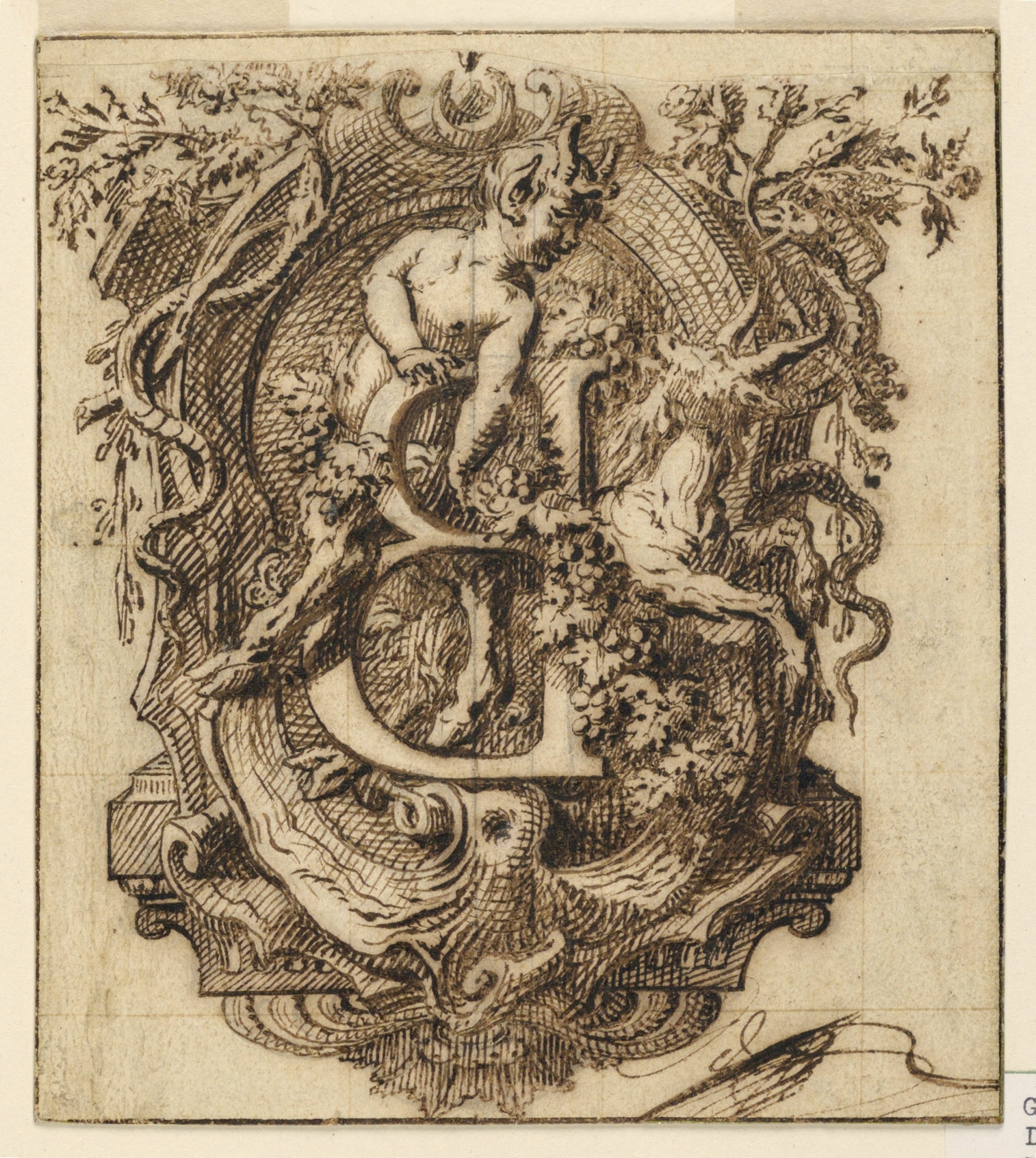
Литера «В» с сатиром (в зеркальном виде для гравирования). Ок. 1720 г. Бумага, перо, чернила
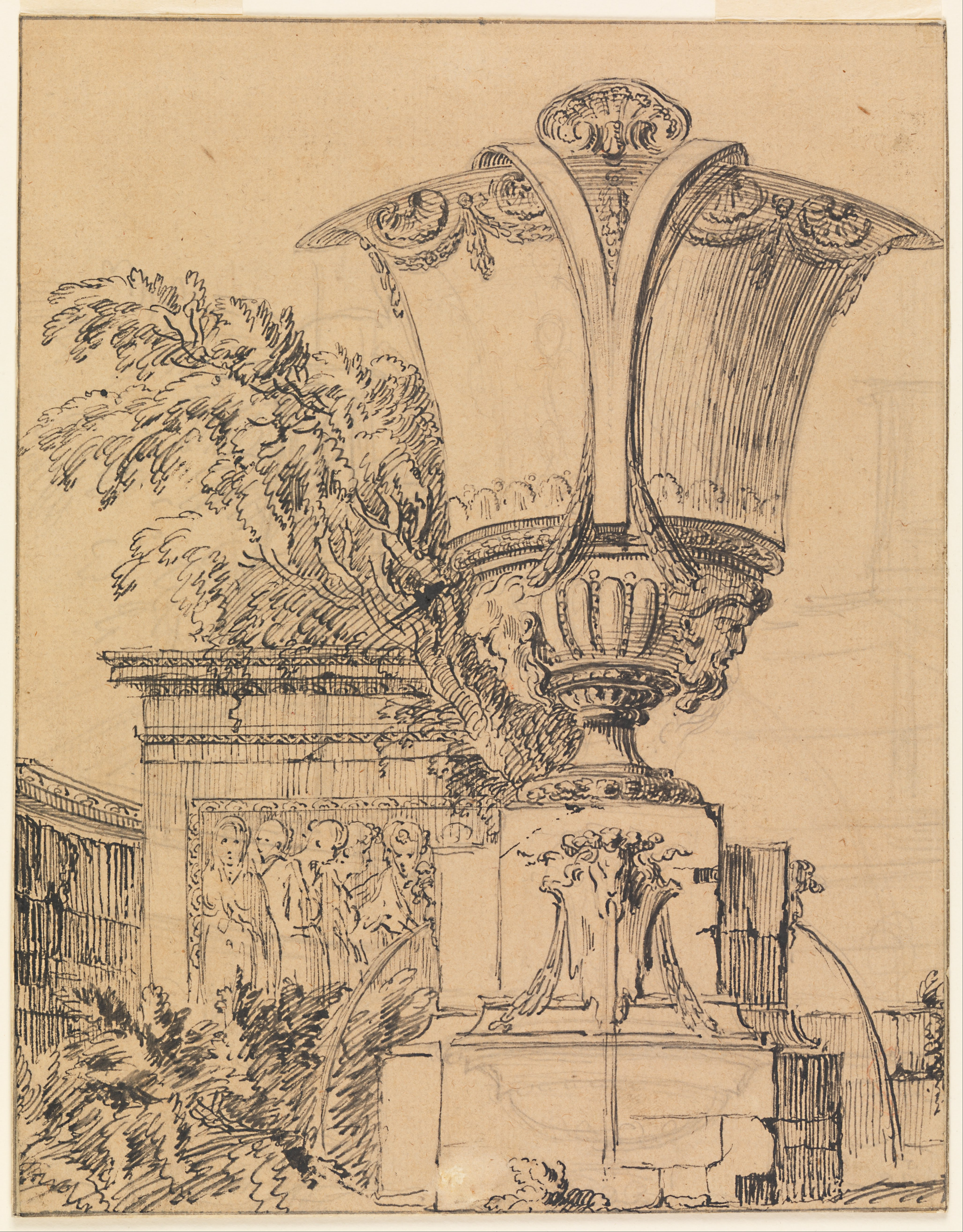
Эскиз фонтана в парке. Бумага, перо, чернила
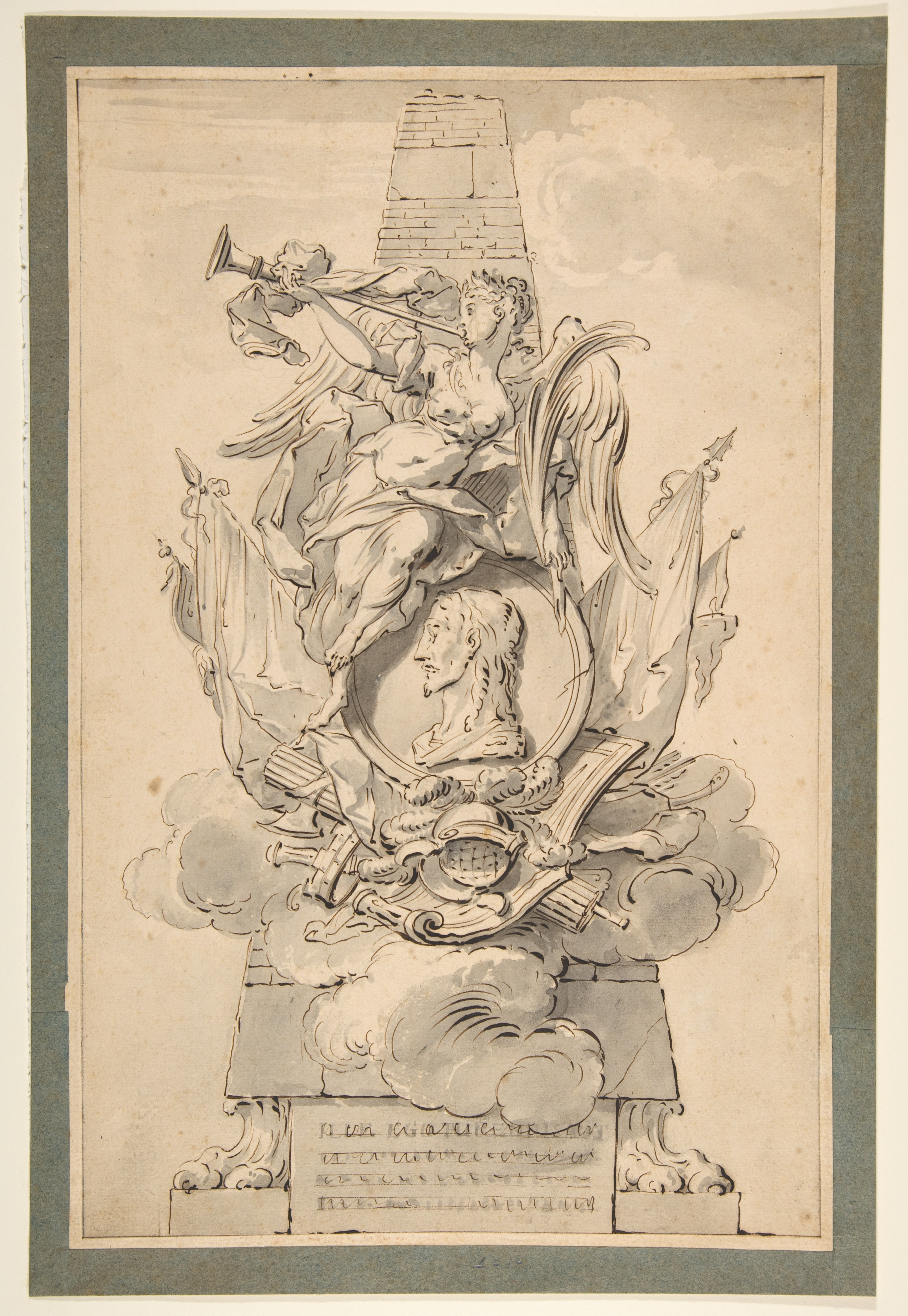
Проект монумента полководцу. Ок. 1720. Бумага, тушь, перо, кисть